# 平潮镇
平潮镇是中华人民共和国江苏省南通市通州区下辖的一个镇。
2015年3月24日，江苏省人民政府批复同意撤销平潮镇、平东镇。将原平潮镇行政区域与原平东镇行政区域合并，设立新的平潮镇。镇人民政府驻栖凤居委会建设路38号。

## 行政区划
平潮镇下辖以下村级行政区划单位：
团结社区、民主社区、栖凤社区、桃邨社区、九圩港村、老墩村、云台山村、赵坊村、平西村、三官殿村、团圆村、花坝村、湾子头村、四十里村、吉坝村、颜港村、新坝村、三港村、任口村、新三十里社区、赵甸社区、平东村、国道村、新生村、金桥村和甸北村。

## 交通
平潮交通非常便利。高速公路方面，平潮拥有沪陕高速G40，南通支线S79，以及在建的通锡高速江北段。
铁路方面，平潮有南通西站，接入沪通铁路、盐通高铁、通苏嘉城际铁路。
过江通道方面，平潮有沪通公铁两用长江大桥，过江资源丰富。
除此以外，已在建设中的南通地铁一号线以平潮站作为始发站，将进一步加强平潮的交通优势。